# Liste der Baudenkmäler in Forstwald (Krefeld)
Die Liste der Baudenkmäler in Forstwald (Krefeld) enthält die denkmalgeschützten Bauwerke auf dem Gebiet von Krefeld-Forstwald, Stadtbezirk West, in Nordrhein-Westfalen (Stand: April 2020). Diese Baudenkmäler sind in der Denkmalliste der Stadt Krefeld eingetragen; Grundlage für die Aufnahme ist das Denkmalschutzgesetz Nordrhein-Westfalen (DSchG NRW).

| Bild           | Bezeichnung | Lage                               | Beschreibung | Bauzeit         | Eingetragen seit | Denkmal- nummer |
| -------------- | ----------- | ---------------------------------- | --- | --------------- | ---------------- | --------------- |
| Wohnhaus       | Wohnhaus    | Bellenweg 171 Karte                | Die Villa am Bellenweg 171 wurde um 1904 erbaut. Heinrich Enger (Gründer der Baptistengemeinde Krefeld) und seine Familie bewohnten die Villa. Nach dem Tod der Ehefrau sollte hier im Rahmen einer Stiftung ein Altersheim entstehen, die Inflation machte aber den Plan zunichte. Das Gebäude befindet sich in Privatbesitz. | um 1904         | 09.04.2001       | 889             |
| weitere Bilder | Forsthaus   | Forstwaldstraße 530 Karte          | Das Forsthaus wurde 1838 vom Krefelder Kaufmann Gerhard Schumacher (1790–1845) als Jagdsitz im Forstwald erbaut. Die Tochter des Försters Miebach betrieb dort viele Jahre eine Kaffeewirtschaft. Bei Übernahme durch die Stadt Krefeld wurde das Haus zur Gaststätte umgebaut. Der Forstwald wurde ein beliebtes Ausflugsziel und Naherholungsgebiet, daher richtete man im Jahr 1896 auf Wunsch der Familie Schumacher an der nahe gelegenen Eisenbahnlinie Ruhrort–Gladbach eine Bahnstation ein.                | 1838            | 13.08.1984       | 63              |
| weitere Bilder | Siegershof  | Forstwaldstraße 570, 572 Karte     | Der Siegershof wurde als Wehrhof vor ca. 350 Jahren vom Grafen von Schaesberg erbaut, er war ursprünglich mit einem Graben umgeben. Im Kirchenbuch der Pfarrei von St. Tönis taucht der Name Siegers erstmals 1659 auf. Nach einem Brand im Jahre 1850 wurde der Hof wieder aufgebaut. Im Zweiten Weltkrieg zerstörte eine Luftmine alle Scheunen und Stallungen, nur das Wohnhaus wurde wieder errichtet. Von 1935 bis 1973 wohnte und arbeitet der Künstler Gustav Fünders mit seiner Familie auf dem Siegershof. | 18. Jh./19. Jh. | 13.08.1984       | 64              |
| Wohnhaus       | Wohnhaus    | Hermann-Schumacher-Straße 22 Karte | Das Ziegelhaus an der Hermann-Schumacher-Straße wurde 1929 vom Architekten Kurt Geilen für den Künstler Kurt Samnée (1902–1965) erbaut. Es lehnt sich an den Baustil von Karl Buschhüter an. | um 1929         | 01.06.1999       | 834             |
| Wohnhaus       | Wohnhaus    | Schwarzdornweg 3 Karte             | | um 1933-1935    | 20.01.2003       | 917             |